# Tetefortina isaloana
Tetefortina isaloana är en insektsart som beskrevs av Marius Descamps 1971. Tetefortina isaloana ingår i släktet Tetefortina och familjen Euschmidtiidae. Inga underarter finns listade i Catalogue of Life.